# Горячко, Зинаида Дмитриевна
Зинаида Дмитриевна Горячко (11 июня 1931 год, село Высочаны, Лиозненский район, Витебская область, Белорусская ССР) — мастер обувного производственного объединения «Луч» Министерства лёгкой промышленности Белорусской ССР, гор. Минск, Белорусская ССР. Герой Социалистического Труда (1966).

## Биография
Родилась в 1931 году в рабочей семье в деревне Высочаны. До начала войны окончила четыре класса школы. В 1943 году была отправлена в Германию на принудительные работы. После возвращения на родину окончила пятый класс и уехала в Минск, где стала обучаться в ремесленном училище № 11, по окончании которого работала с 1948 года швеёй-заготовщицей на Минской обувной фабрике имени Калинина (позднее — объединение «Луч»). В 1951 году окончила курсы повышения квалификации, преподавала производственное обучение в школе ФЗО при фабрике (позднее — СГПТУ № 43). Без отрыва от производства окончила техникум лёгкой промышленности в Минске. С 1952 года — мастер швейного участка цеха модельной женской обуви. В 1965 году вступила в КПСС.
Была инициатором социалистического соревнования по освоению и замещению смежных специальностей, в результате чего на обувной фабрике значительно возросла производительность труда. Досрочно выполнила задания семилетки. Указом Президиума Верховного Совета СССР от 9 июня 1966 года за выдающиеся заслуги в выполнении заданий семилетнего плана и достижение высоких технико-экономических показателей по производству тканей, трикотажа, обуви, швейных изделий и другой продукции лёгкой промышленности удостоена звания Героя Социалистического Труда с вручением ордена Ленина и золотой медали «Серп и Молот».
С 1981 года трудилась мастером производственного обучения СГПТУ № 34 в Минске.
В 1986 году вышла на пенсию. Проживает в Минске.
Сочинения
Написала несколько автобиографических сочинений:
- Память сердца: страницы воспоминаний, 2008
- Я перед вами с памятью своей, 2014

Память
В 2015 году в Лиозно была открыта Аллея Славы, на которой находится стела с портретом Pbyfbls Горячко.

## Награды
- Герой Социалистического Труда — указом Президиума Верховного Совета СССР от 9 июня 1966 года
- Орден Ленина
- Медаль «За трудовую доблесть» (1955)